# Bergshamra (Norrtälje)
Bergshamra è un'area urbana della Svezia situata nel comune di Norrtälje, contea di Stoccolma.
La popolazione risultante dal censimento 2010 era di 749 abitanti .